# Rzut rożny

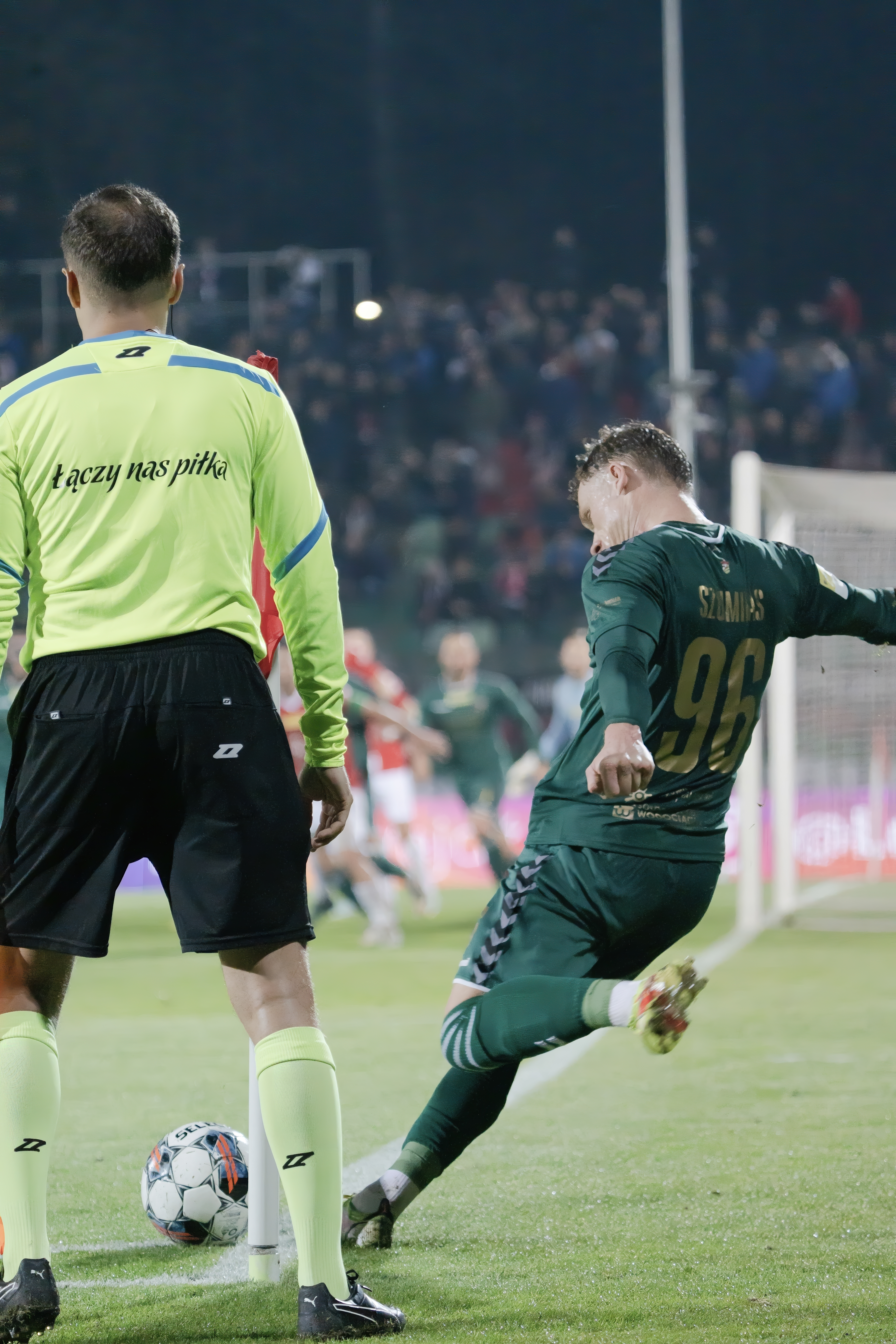
Rzut rożny

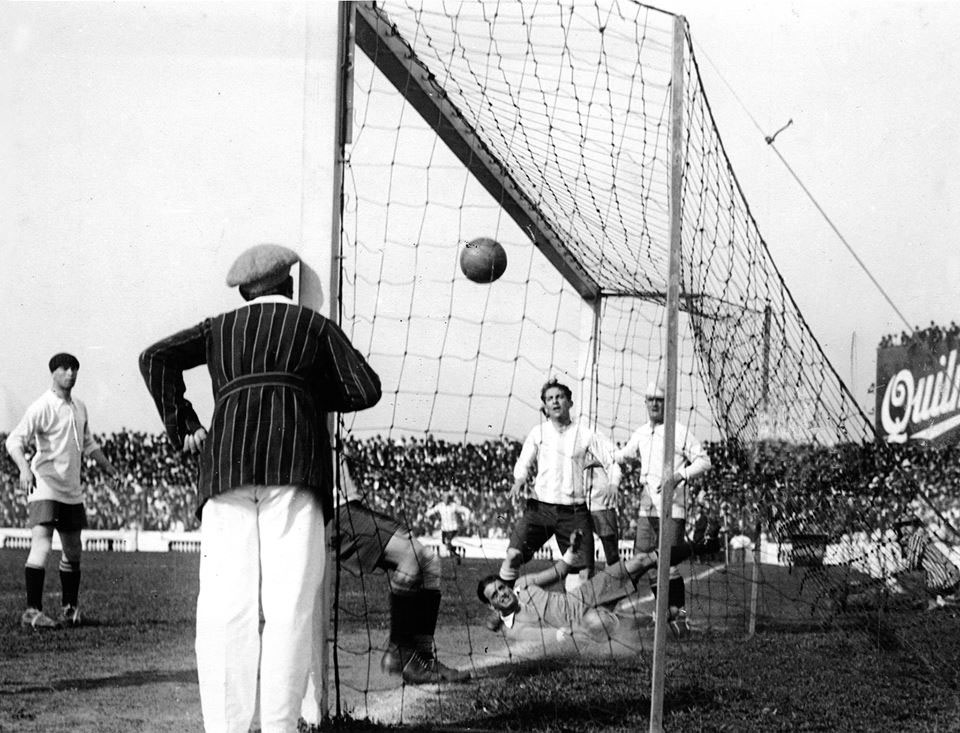
Gol „olimpijski” Cesáreo Onzariego. Mecz Argentyna–Urugwaj, 1924.

Rzut rożny, także róg, korner (ang. corner kick) – w piłce nożnej sposób wznowienia gry poprzez wykop piłki z narożnika boiska. 
Przyznaje się go, gdy piłka całym obwodem przeszła linię końcową (zarówno po podłożu jak i w powietrzu) ostatnio dotknięta przez zawodnika drużyny broniącej i nie została przy tym zdobyta bramka. Bramka z rzutu rożnego może być zdobyta wyłącznie na drużynie przeciwnej.

## Wykonywanie rzutu rożnego
Piłkarz wykonujący rzut rożny jest zobowiązany do ustawienia piłki w polu rożnym boiska wskazanym uprzednio przez sędziego. Aby rzut został prawidłowo wykonany, piłka musi zostać kopnięta przez zawodnika drużyny atakującej (w interpretacji IFAB wystarczy by piłka została dotknięta przez wykonawcę rzutu i poruszyła się, nawet gdy nie opuści pola rożnego). W momencie wykonywania rzutu z rogu zawodnicy drużyny broniącej pozostają w odległości co najmniej 9,15 m od piłki, aż do momentu prawidłowego wprowadzenia piłki do gry. 
Można zdobyć bramkę bezpośrednio z rzutu rożnego (tzw. gol olimpijski, hiszp. gol olímpico), przy czym niemal absolutnie niezbędne jest nadanie piłce podkręconego toru lotu (potocznie gol z podkrętki, podkrętka); jest to trudna technika zdobywania goli, rzadko stosowana.
Przy rzucie rożnym nie uwzględnia się pozycji spalonej.